# John Pius Boland
John Pius Boland (n. 16 septembrie 1870, Dublin, Regatul Unit al Marii Britanii și Irlandei – d. 17 martie 1958, Greater London, Anglia, Regatul Unit) a fost un jucător de tenis britanic, medaliat olimpic. A participat la o ediție a Jocurilor Olimpice (1896) în care a câștigat două medalii de aur.